# Thriambus pondolandensis
Thriambus pondolandensis är en insektsart som först beskrevs av Frederick Arthur Godfrey Muir 1926.  Thriambus pondolandensis ingår i släktet Thriambus och familjen sporrstritar. Inga underarter finns listade i Catalogue of Life.